# مرز سبز
مرز سبز (به لهستانی: Zielona granica) فیلمی است در گونهٔ درام، محصول سال ۲۰۲۳، به کارگردانی آگنیشکا هولاند، که نخستین بار ۵‌ سپتامبر ۲۰۲۳، در هشتادمین دورهٔ جشنوارهٔ بین‌المللی فیلم ونیز، به نمایش درآمد. کارگردان توانست جایزهٔ ویژهٔ هیئت‌داوران این رویداد را از آن خود کند.